# L'Aigle
L'Aigle é uma comuna francesa na região administrativa da Normandia, no departamento Orne. Estende-se por uma área de 18,03 km². Em 2010 a comuna tinha 8 252 habitantes (densidade: 457,7 hab./km²).